# Просіти
Просіти (пол. Prosity) — село в Польщі, у гміні Біштинек Бартошицького повіту Вармінсько-Мазурського воєводства.
Населення — 287 осіб (2011).

## Демографія
Демографічна структура станом на 31 березня 2011 року:
|          | Загалом | Допрацездатний вік | Працездатний вік | Постпрацездатний вік |
| -------- | ------- | ------------------ | ---------------- | -------------------- |
| Чоловіки | 136     | 31                 | 90               | 15                   |
| Жінки    | 151     | 28                 | 84               | 39                   |
| Разом    | 287     | 59                 | 174              | 54                   |